# Солове
Солове (рос. Соловое) — село у Чаплигінському районі Липецької області Російської Федерації.
Населення становить 372 особи. Належить до муніципального утворення Соловська сільрада.

## Історія
З 13 червня 1934 до 1937 року у складі Воронезької області, 1937—1954 роках — Рязанської області. Відтак входить до складу Липецької області.
Згідно із законом від 2 липня 2004 року № 114-оз органом місцевого самоврядування є Соловська сільрада.

## Населення
| 2010 |
| ---- |
| 372  |

## Особистості
В селі народився Кочетков Іван Семенович (1920—1978) — український графік і педагог.